# (6505) Muzzio
(6505) Muzzio est un astéroïde de la ceinture principale.

## Description
(6505) Muzzio est un astéroïde de la ceinture principale. Il fut découvert le 3 janvier 1976 à El Leoncito par l'Observatoire Félix-Aguilar. Il présente une orbite caractérisée par un demi-grand axe de 3,20 UA, une excentricité de 0,19 et une inclinaison de 17,6° par rapport à l'écliptique.

## Compléments